# Lise Boucher
Lise Boucher (* 21. Mai 1941 in Montreal) ist eine kanadische Pianistin und Musikpädagogin.

## Leben
Boucher studierte am Conservatoire de musique du Québec in Montreal Klavier bei Germaine Malépart. 1958 gewann sie einen Prix d'Europa und setzte darauf bis 1964 ihre Ausbildung bei ihrem künftigen Ehemann Antoine Reboulot in Paris fort. Sie erhielt 1961 den Zweiten Preis beim nationalen Wettbewerb der Jeunesses Musicales, für die sie dann 1962, 1964 und 1965 Konzerttourneen unternahm. 1965 war sie unter den Finalisten beim Internationalen Musikwettbewerb der ARD in München.
In Kanada hatte sie regelmäßig Auftritte bei der CBC und gab Konzerte und Recitals u. a. mit dem McGill Chamber Orchestra, dem Orchester Little Symphonies, den Sinfonieorchestern der CBC, der Société de musique contemporaine du Québec, dem Orchestre Symphonique de Québec und dem Vancouver Symphony Orchestra. In Europa trat sie als Solistin mit dem Orchestre de la Suisse Romande und dem Orquesta Sinfónica de Radio Televisión Española und bei Radio France auf. Als Klavierbegleiterin arbeitete sie u. a. mit den Geigern Steven Staryk und Arthur Garami zusammen. Ab 1967 unterrichtete sie Klavier am Conservatoire de musique du Québec in Montreal.